# Erycibe maingayi
Erycibe maingayi är en vindeväxtart som beskrevs av Charles Baron Clarke. Erycibe maingayi ingår i släktet Erycibe och familjen vindeväxter. Inga underarter finns listade i Catalogue of Life.